# ダイヤモンドパワー
ダイヤモンドパワー株式会社（英: Diamond Power Corporation）は、中部電力グループの電気事業者（電力会社）。特定規模電気事業を営む特定規模電気事業者 (PPS) で、東京電力・中部電力・関西電力の供給エリア内の特別高圧および大口高圧の需要家に電気を供給する。
2000年3月15日、電力小売部分自由化の開始とともに特定規模電気事業者第1号として設立。かつては三菱商事子会社で三菱グループに属していたが、2013年（平成25年）10月1日に中部電力が株式の80%を取得し子会社化した。その後、中部電力から分社化された中部電力ミライズの子会社となっている。なお、株式の残り20%は引き続き三菱商事が保有している。